# Triuridaceae
Triuridaceae é uma família de plantas com flor. Esta família tem sido reconhecida por relativamente poucos taxonomistas.
O sistema APG II, de 2003, reconhece esta família e coloca-a da ordem Pandanales, no clado monocots. Isto é uma mudança em relação ao sistema APG, de 1998, que deixava a família não colocada numa ordem, mas incorporada no clado monocots.
A maioria das fontes consideram que a família consiste em cerca de uma dúzia de géneros, sendo o género Sciaphila o maior deles. No entanto,  H. Maas-van de Kamer e T. Weustenfeld (1998) colocam nesta família os seguintes nove géneros:
- Andruris Schltr.
- Hyalisma Champ.
- Lacandonia E.Martínez & Ramos
- Peltophyllum Gardner (syn. Hexuris Miers)
- Sciaphila Blume (syn. Hyalisma Champion)
- Seychellaria Hemsl.
- Soridium Miers
- Triuridopsis H.Maas & Maas
- Triuris Miers (syn. Lacandonia E.Martínez & Ramos)

O género Kupea foi descrito (e colocado nas Triuridaceae) in 2003.

## References
- Maas-van de Kamer, H. & T. Weustenfeld (1998) in Kubitzki, K. (Editor): The Families and Genera of Vascular Plants, Vol. 3. Springer-Verlag. Berlin, Germany. ISBN 3-540-64060-6